# Bosznia-Hercegovina a 2010. évi téli olimpiai játékokon

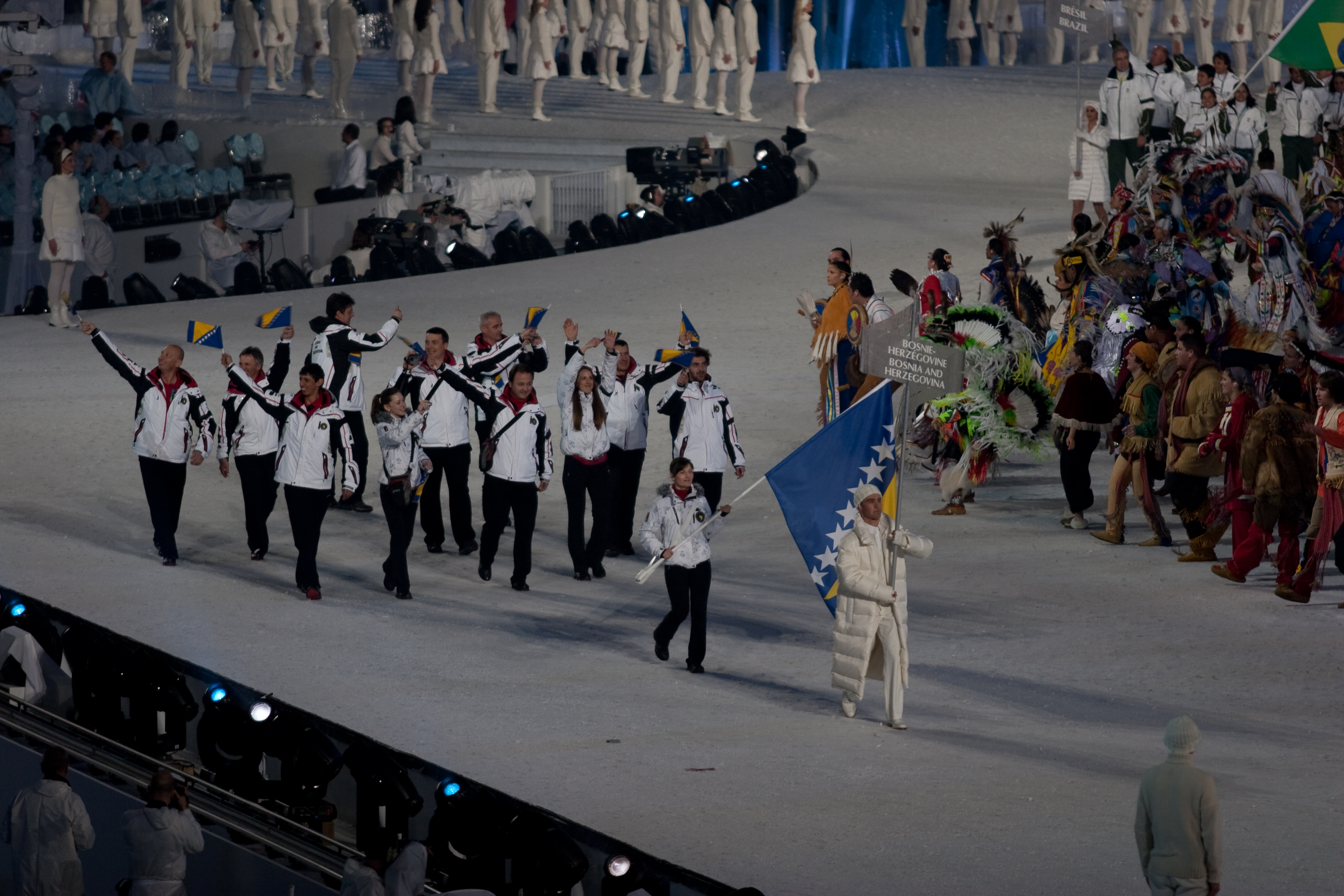
Bosznia-Hercegovina olimpiai küldöttsége a megnyitón

Bosznia-Hercegovina a kanadai Vancouverben megrendezett 2010. évi téli olimpiai játékok egyik részt vevő nemzete volt. Az országot az olimpián 3 sportágban 5 sportoló képviselte, akik érmet nem szereztek.

## Alpesisí
Férfi
| Versenyző   | Versenyszám | 1. futam | 1. futam | 2. futam | 2. futam | Összesítés | Összesítés |
| Versenyző   | Versenyszám | Idő      | Hely.    | Idő      | Hely.    | Idő        | Helyezés   |
| ----------- | ----------- | -------- | -------- | -------- | -------- | ---------- | ---------- |
| Marko Rudić | Műlesiklás  | 53,70    | 40.      | 55,46    | 33.      | 1:49,16    | 36.        |

Női
| Versenyző      | Versenyszám | 1. futam | 1. futam | 2. futam      | 2. futam      | Összesítés | Összesítés |
| Versenyző      | Versenyszám | Idő      | Hely.    | Idő           | Hely.         | Idő        | Helyezés   |
| -------------- | ----------- | -------- | -------- | ------------- | ------------- | ---------- | ---------- |
| Maja Klepić    | Műlesiklás  | 59,43    | 56.      | nem ért célba | nem ért célba | kiesett    | kiesett    |
| Žana Novaković | Műlesiklás  | 58,19    | 49.      | 57,76         | 40.           | 1:55,95    | 40.        |

## Biatlon
Női
| Versenyző     | Versenyszám   | Lövőhiba | Időeredmény | Helyezés |
| ------------- | ------------- | -------- | ----------- | -------- |
| Tanja Karišik | 7,5 km sprint | 2 (2+0)  | 25:24,1     | 88.      |

## Sífutás
Férfi
| Versenyző         | Versenyszám | Eredmény | Helyezés |
| ----------------- | ----------- | -------- | -------- |
| Mladen Plakalović | 15 km       | 39:41,4  | 78.      |

Női
| Versenyző     | Versenyszám | Eredmény | Helyezés |
| ------------- | ----------- | -------- | -------- |
| Tanja Karišik | 10 km       | 31:30,4  | 71.      |